# Huvischka

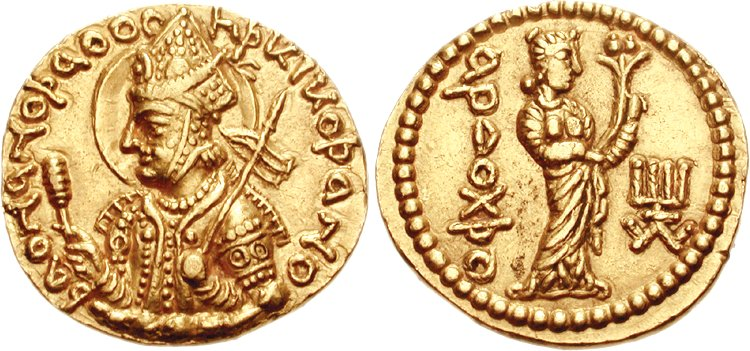
Goldmünze des Huvischka; auf der Rückseite befindet sich ein Bild der Ardoxso

Huvischka war ein Großkönig des Kushan-Reiches, der von etwa 140–183 n. Chr. regierte.
Die Ereignisse und Thronfolge nach dem Tod von Kanischka I. sind umstritten. Aus Inschriften nach dessen Tod sind drei Herrscher bekannt. Es ist vermutet worden, dass diese drei Herrscher sich die Regierung des Reiches teilten. Es handelt sich um Huvischka, Vasischka und Kanischka (II.) Von Vasischka waren lange keine Münzen bekannt. Seine Position und die seines Sohnes Kanischka sind umstritten und es mag sich um Vasallenkönige handeln oder einen Herrscher, der im dritten Jahrhundert regierte. Huvischka ist gut durch Inschriften und Münzen bezeugt.
Huvischka ist von zahlreichen Inschriften bekannt, die in die Jahre 31 bis 60 der Kanischka-Ära datieren. Er scheint das Reich in der Ausdehnung von Kanischka I. weiter regiert zu haben. Huvischka ließ zahlreiche Goldmünzen prägen, die durch die gute Qualität der bildlichen Darstellungen auffallen. Auf ihnen erscheinen hinduistische, aber auch griechische Gottheiten. Seine Kupfermünzen zeigen jedoch einen Verlust an Wert.